# Zakir Husain (chính trị gia)
Zakir Husain Khan (8 tháng 2 năm 1897 – 3 tháng 5 năm 1969) là Tổng thống thứ ba của Ấn Độ, từ 13 tháng 5 năm 1967 đến khi ông mất vào 3 tháng 5 năm 1969. Là một nhà giáo dục và học giả, Husain là Tổng thống Hồi giáo đầu tiên của quốc gia, và còn là Tổng thống đầu tiên qua đời trong khi đương chức.
Trước đó ông là Thống đốc của Bihar từ năm 1957 đến năm 1962 và Phó Tổng thống Ấn Độ từ năm 1962 đến năm 1967. Ông còn là đồng sáng lập Jamia Milia Islamia, và giữ chức Phó Hiệu trưởng từ năm 1928. Dưới thời Husain, Jamia trở nên liên kết chặt chẽ với Phong trào tự do Ấn Độ. Ông được tặng giải Bharat Ratna, huân chương dân sự cao nhất Ấn Độ, vào năm 1963.